# Sammetsclownfisk
Sammetsclownfisken (Premnas biaculeatus) återfinns i östra Indiska oceanen och västra Stilla havet från Indien och Malaysia till Queensland och Vanuatu. De kan bli upp till 17 cm som fullvuxna. Sammetsclownfisken är en av de större och mer aggressiva i clownfiskfamiljen.  
Arten listas ibland i släktet Amphiprion. Den vistas nära kusten och dyker till ett djup av 18 meter. Exemplaren lever i laguner och nära korallrev. De bildar vanligen monogama par där hannar är mindre än honor. Individerna gömmer sig vanligen i havsanemonen Entacmaea quadricolor.
Beståndet hotas av försvinnande korallrev. Flera exemplar fångas och säls som akvariefisk. Populationen påverkas dessutom av dynamitfiske på andra fiskar. Hela populationen är fortfarande stor. IUCN listar arten som livskraftig (LC).